# Kráľ (district de Rimavská Sobota)
Pour les articles homonymes, voir Kral.
Kráľ (hongrois : Sajószentkirály) est un village de Slovaquie situé dans la région de Banská Bystrica.

## Histoire
La première mention écrite du village date de 1282.
La localité fut annexée par la Hongrie après le premier arbitrage de Vienne le 2 novembre 1938. En 1938, on comptait 663 habitants dont 4 d'origine juive. Elle faisait partie du district de Tornaľa (hongrois : Tornaljai járás). Le nom de la localité avant la Seconde Guerre mondiale était Svätý Kráľ/Szent-Király. Durant la période 1938 - 1945, le nom hongrois Sajószentkirály était d'usage. À la libération, la commune a été réintégrée dans la Tchécoslovaquie reconstituée.

## Démographie

### Évolution de la population
| Année:               | 1994. | 2004.   | 2014.   | 2024.   |
| -------------------- | ----- | ------- | ------- | ------- |
| Nombre de personnes: | 909   | 925     | 968     | 932     |
| Différence:          |       | +1,76 % | +4,64 % | -3,71 % |

| Année:               | 2023. | 2024.   |
| -------------------- | ----- | ------- |
| Nombre de personnes: | 934   | 932     |
| Différence:          |       | -0,21 % |